# Sils im Engadin/Segl
Sils im Engadin (deutsch und bis 1943 offizieller Name, rätoromanisch Seglⓘ) ist eine politische Gemeinde im Schweizer Kanton Graubünden. Sie liegt im Oberengadin und gehört damit zur Region Maloja.

## Geographie
Sils im Engadin liegt auf einem Landstück zwischen dem Silser- und dem Silvaplanersee. Die Gemeinde ist gemischtsprachig deutsch/rätoromanisch, was sich im amtlichen Doppelnamen zeigt.
Sils besteht aus folgenden Fraktionen, deren Namen rätoromanischen Ursprungs sind:
- Sils Mariaⓘ/?: Maria ist eine abgeschliffene Form des rätoromanischen Maioria, was Meierei oder «Gutshof» bedeutet.
- Sils Baselgiaⓘ/?: Baselgia ist das rätoromanische Wort für «Kirche» (vgl. Basilika).
- Val Fex (Fextal)
- Plaun da Lej
- Grevasalvas (Maiensässsiedlung)
- Blaunca (Maiensässsiedlung)
- Buaira (Maiensässsiedlung)

### Klima
Für die Normalperiode 1991–2020 beträgt die Jahresmitteltemperatur 2,5 °C, wobei im Januar mit −6,8 °C die kältesten und im Juli mit 11,8 °C die wärmsten Monatsmitteltemperaturen gemessen werden. Im Mittel sind hier rund 215 Frosttage und 65 Eistage zu erwarten. Sommertage gibt es im Jahresmittel 0,5, statistisch gesehen also jedes zweite Jahr. Hitzetage wurden in der Normalperiode 1991–2010 keine verzeichnet. Die MeteoSchweiz-Wetterstation liegt auf einer Höhe von 1804 m ü. M.
|                        | Jan   | Feb   | Mär  | Apr  | Mai  | Jun  | Jul  | Aug  | Sep  | Okt  | Nov  | Dez  |   |       |
| Mittl. Temperatur (°C) | −6,8  | −6,3  | −2,6 | 1,2  | 6,0  | 9,9  | 11,8 | 11,7 | 7,8  | 3,8  | −1,2 | −4,9 | ⌀ | 2,6   |
| Mittl. Tagesmax. (°C)  | −1,3  | −0,2  | 2,7  | 5,7  | 11,0 | 15,3 | 17,6 | 17,0 | 12,7 | 8,8  | 3,4  | −0,3 | ⌀ | 7,7   |
| Mittl. Tagesmin. (°C)  | −12,6 | −12,8 | −8,5 | −4,0 | 0,7  | 3,9  | 5,8  | 6,0  | 2,8  | −0,9 | −5,3 | −9,6 | ⌀ | −2,8  |
|                        |       |       |      |      |      |      |      |      |      |      |      |      |   |       |
| Niederschlag (mm)      | 48    | 34    | 47   | 62   | 90   | 113  | 109  | 127  | 97   | 106  | 104  | 56   | Σ | 993   |
|                        |       |       |      |      |      |      |      |      |      |      |      |      |   |       |
| Regentage (d)          | 7,0   | 5,6   | 6,1  | 8,2  | 10,7 | 11,4 | 11,3 | 11,4 | 8,2  | 8,9  | 8,9  | 8,0  | Σ | 105,7 |
|                        |       |       |      |      |      |      |      |      |      |      |      |      |   |       |
| Luftfeuchtigkeit (%)   | 75    | 71    | 71   | 73   | 74   | 74   | 74   | 76   | 77   | 77   | 77   | 76   | ⌀ | 74,6  |

| −12,6 |

| −12,8 |

| −8,5 |

| −4,0 |

| 0,7 |

| 3,9 |

| 5,8 |

| 6,0 |

| 2,8 |

| −0,9 |

| −5,3 |

| −9,6 |

| −12,6 |

| −12,8 |

| −8,5 |

| −4,0 |

| 0,7 |

| 3,9 |

| 5,8 |

| 6,0 |

| 2,8 |

| −0,9 |

| −5,3 |

| −9,6 |

## Geschichte

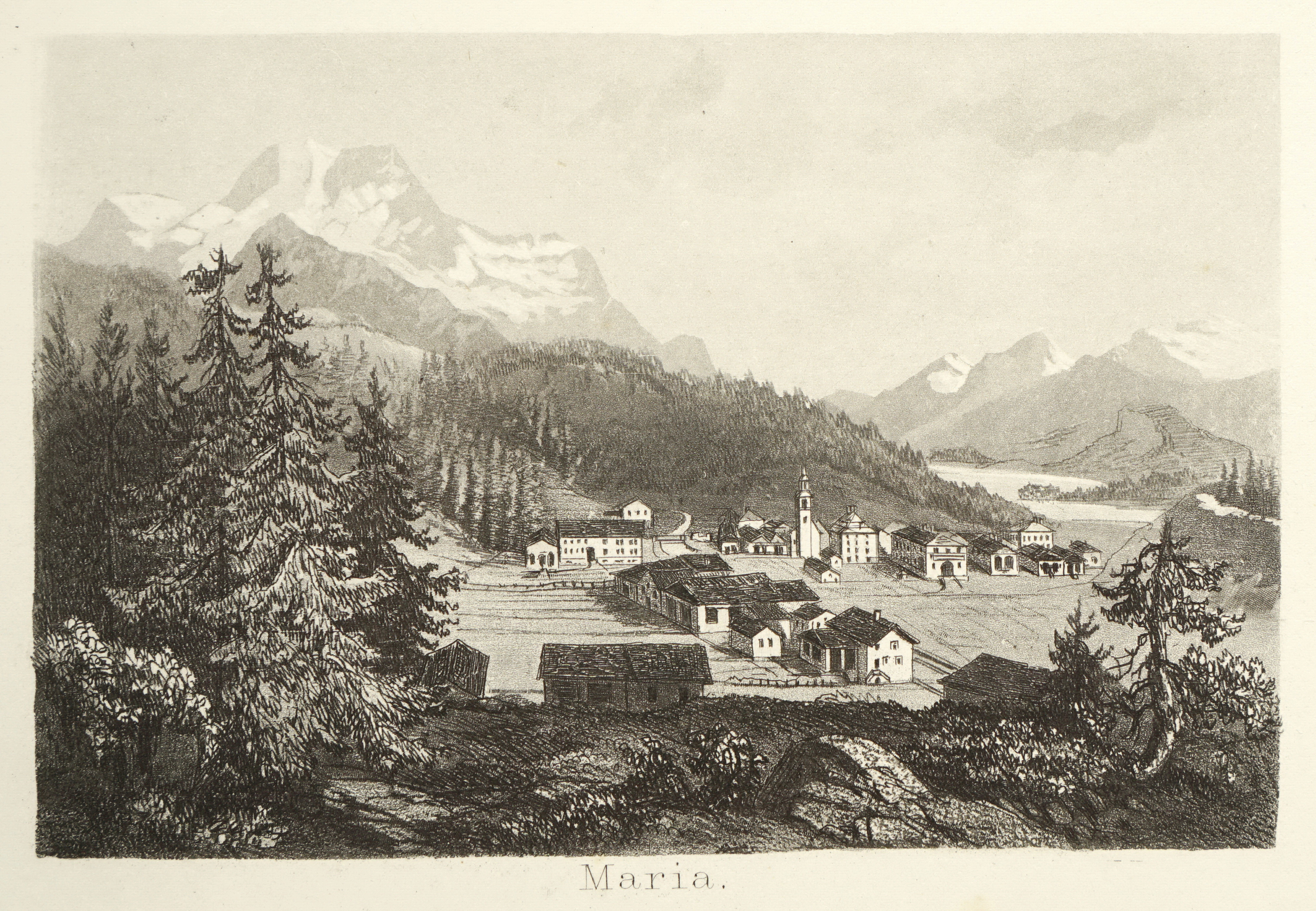
Sils Maria um 1870. Radierung von Heinrich Müller

Sils Maria 1927. Luftbild aus 1900 m von Walter Mittelholzer

Sils wurde erstmals um 800 als Silles und 1131 als Sillis erwähnt. In Sils Baselgia entdeckte Votivaltärchen aus Lavezstein weisen auf ein römisches Heiligtum an der Römerstrasse über den Maloja- und Julierpass hin. Auf der Halbinsel Chastè im Silsersee befindet sich eine Burgstelle. Im Mittelalter stand an der Maloja/Julier-Passroute eine Sust. Aus dem Jahr 1545 existiert eine Alpordnung; 1591 verfügte Sils über eigene rätoromanische Dorfstatuten.
Ab dem Spätmittelalter bildeten die Fischerei und der Export von eingesalzenen und geräucherten Forellen nach Italien eine wichtige Einnahmequelle. Auf Plaz oberhalb des Lej Giazöl gewann man Ende des 17. Jahrhunderts Bleiglanz und Zinkblende. Während rund dreihundert Jahren wurden im hinteren Fextal Glimmerschieferplatten für den Ofenbau und zum Eindecken von Hausdächern abgebaut, die sogenannten Fexerplatten. Nach 1964 verfielen die Anlagen.
Vom 17. bis ins ausgehende 20. Jahrhundert wurden die Güter von Grevasalvas von Bergeller Bauern als Maiensässe bewirtschaftet. Die Auswanderung im 19. Jahrhundert brachte Wohlstand, und Sils begann am aufstrebenden Tourismus Anteil zu nehmen.
Das Vier-Sterne-Hotel Edelweiss wurde 1876 neben dem heutigen Nietzsche-Haus erbaut. Sein Jugendstilsaal ist denkmalgeschützt.
Das Hotel Schweizerhof wurde 1907 von Ferdinand Barbla in Sils Maria eröffnet, der bereits die «Alpenrose» am südlichen Dorfeingang besass. 1982 verkaufte er das nicht wintertaugliche Hotel an den Ferienverein, der es neu erstellte und 1984 als Club-Hotel eröffnete.
Das Hotel Waldhaus wurde 1908 eröffnet. Es ist eines der wenigen Fünf-Sterne-Hotels der Schweiz, die seit der Eröffnung im Besitz der gleichen Familie sind. Es ist aussen und innen noch weitgehend im Originalzustand erhalten. Hier stiegen eine Reihe bekannter Persönlichkeiten ab (siehe dort).
Im Jahr 1991 wurde von der Gemeinde ein öffentlicher Ideenwettbewerb für die Quartierplanung Cuncas veranstaltet. Der 1. Preis ging an Herzog & de Meuron.

## Wappen
| Wappen von Sils im Engadin/Segl | Blasonierung: «Geteilt von Blau darin eine goldene Strahlensonne und von Gold mit einer blauen Forelle.»                           |
| Wappen von Sils im Engadin/Segl | Vereinfachung des historischen Gemeindesiegels, mit Hinweis auf die sonnige Höhenlage der Gemeinde und den fischreichen Silsersee. |

## Bevölkerung
| Bevölkerungsentwicklung | Bevölkerungsentwicklung | Bevölkerungsentwicklung | Bevölkerungsentwicklung | Bevölkerungsentwicklung | Bevölkerungsentwicklung | Bevölkerungsentwicklung | Bevölkerungsentwicklung | Bevölkerungsentwicklung | Bevölkerungsentwicklung | Bevölkerungsentwicklung | Bevölkerungsentwicklung | Bevölkerungsentwicklung |
| ----------------------- | ----------------------- | ----------------------- | ----------------------- | ----------------------- | ----------------------- | ----------------------- | ----------------------- | ----------------------- | ----------------------- | ----------------------- | ----------------------- | ----------------------- |
| Jahr                    | 1850                    | 1900                    | 1930                    | 1950                    | 1980                    | 1990                    | 2000                    | 2005                    | 2010                    | 2012                    | 2014                    | 2020                    |
| Einwohner               | 219                     | 178                     | 359                     | 262                     | 434                     | 498                     | 751                     | 744                     | 752                     | 773                     | 768                     | 715                     |

### Sprachen
Bis ins 19. Jahrhundert sprachen alle Bewohner Puter, eine rätoromanische Sprache. Doch gab es bereits 1880 eine beträchtliche deutschsprachige Minderheit. Dennoch behauptete sich bis zum Zweiten Weltkrieg eine romanischsprachige Mehrheit (1880 68,2 %, 1910 55,82 %, 1941 61,5 %). Nach 1960 kippte die Gemeinde zum Deutschen, welches 1970 erstmals eine relative Mehrheit stellte. Behördensprachen sind Deutsch und Romanisch, wobei sich noch 33,0 % der Einwohnerschaft auf Romanisch unterhalten kann. Die Entwicklung der letzten Jahrzehnte zeigt folgende Tabelle:
| Sprachen in Sils im Engadin/Segl |                   |                   |                   |                   |                   |                   |
| Sprachen                         | Volkszählung 1980 | Volkszählung 1980 | Volkszählung 1990 | Volkszählung 1990 | Volkszählung 2000 | Volkszählung 2000 |
| Sprachen                         | Anzahl            | Anteil            | Anzahl            | Anteil            | Anzahl            | Anteil            |
| Deutsch                          | 210               | 48,39 %           | 291               | 58,43 %           | 446               | 59,39 %           |
| Rätoromanisch                    | 137               | 31,57 %           | 122               | 24,50 %           | 90                | 11,98 %           |
| Italienisch                      | 67                | 15,44 %           | 71                | 14,26 %           | 116               | 15,45 %           |
| Einwohner                        | 434               | 100 %             | 498               | 100 %             | 751               | 100 %             |

### Religionen und Konfessionen
1552 traten die Bewohner zum Protestantismus über.

### Herkunft und Nationalität
Von den Ende 2005 744 Bewohnern waren 551 (= 74 %) Schweizer Staatsangehörige. Die ausländische Bevölkerung (ohne Schweizer Bürgerrecht) besteht mehrheitlich aus Portugiesen.

## Tourismus
Der Tourismus ist ein wesentlicher Wirtschaftsfaktor der Gemeinde. Sils Maria, neben Sils Baselgia einer der beiden Ortsteile von Sils, ist ein Wintersportort und bietet vielfältige Sport- und Erholungsmöglichkeiten sowie kulturelle Angebote.
Der Hausberg von Sils ist die Furtschellas; sie ist Wandergebiet im Sommer und alpines Skigebiet im Winter. Das autofreie Fextal wird mit einem konzessionierten Pferde-Omnibus bedient. Das Fextal und die Seenebene werden sommers für leichte Wanderungen und winters für Langlauf genutzt. Über die gefrorenen Seen führt der Engadin Skimarathon.

## Verkehr
Sils liegt einen Kilometer südlich der Nord-Süd-Verkehrsachse Julierpass–Silvaplana–Malojapass. Mittels Busverbindungen Richtung St. Moritz bzw. Chiavenna ist Sils gut an den öffentlichen Verkehr angeschlossen.

## Sehenswürdigkeiten
- Unter Denkmalschutz stehen die reformierte Kirche Sils Maria, die reformierte Kirche Sils Baselgia und die römisch-katholische Pfarrkirche Christkönig
- Chesa Curtin[10]
- Nietzsche-Haus[11]
- Hotel Waldhaus, erbaut 1906–1908 von Architekt Karl Koller[12]

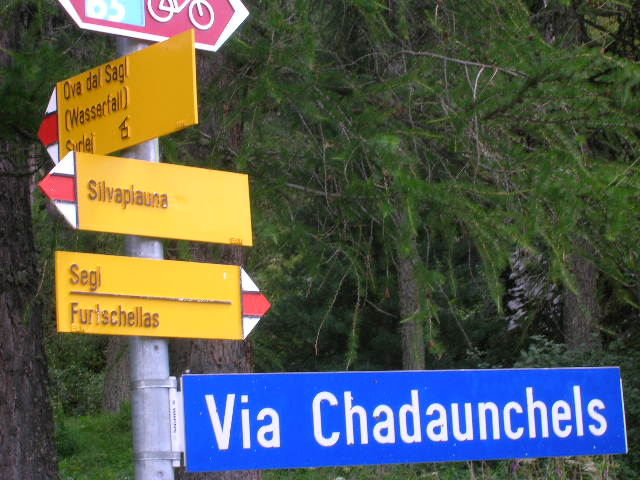
Primarschule und Wegweiser (hier zwischen Silvaplana und Sils) sind rätoromanisch
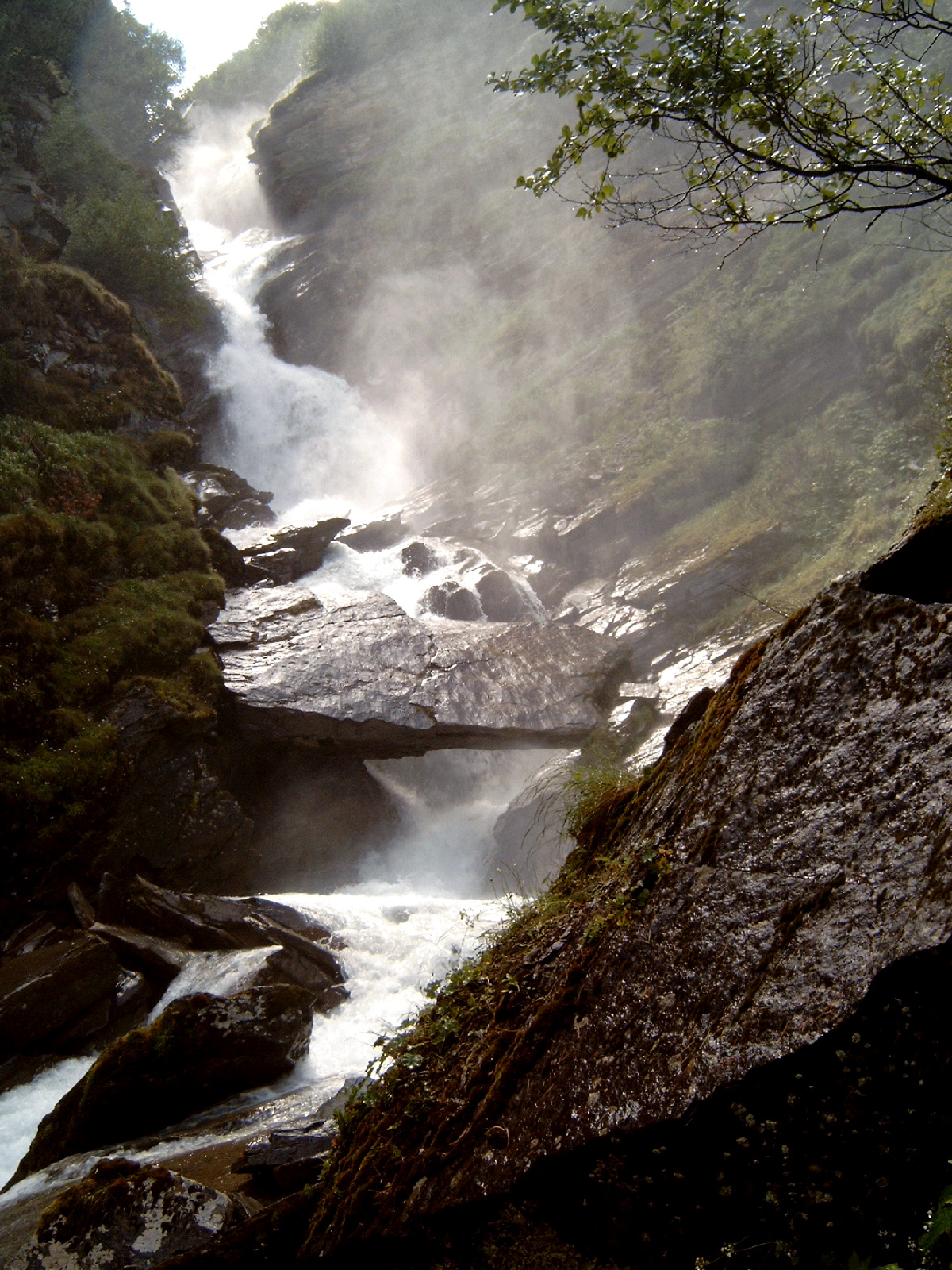
Wasserfall des Aua da Fedoz bei Isola
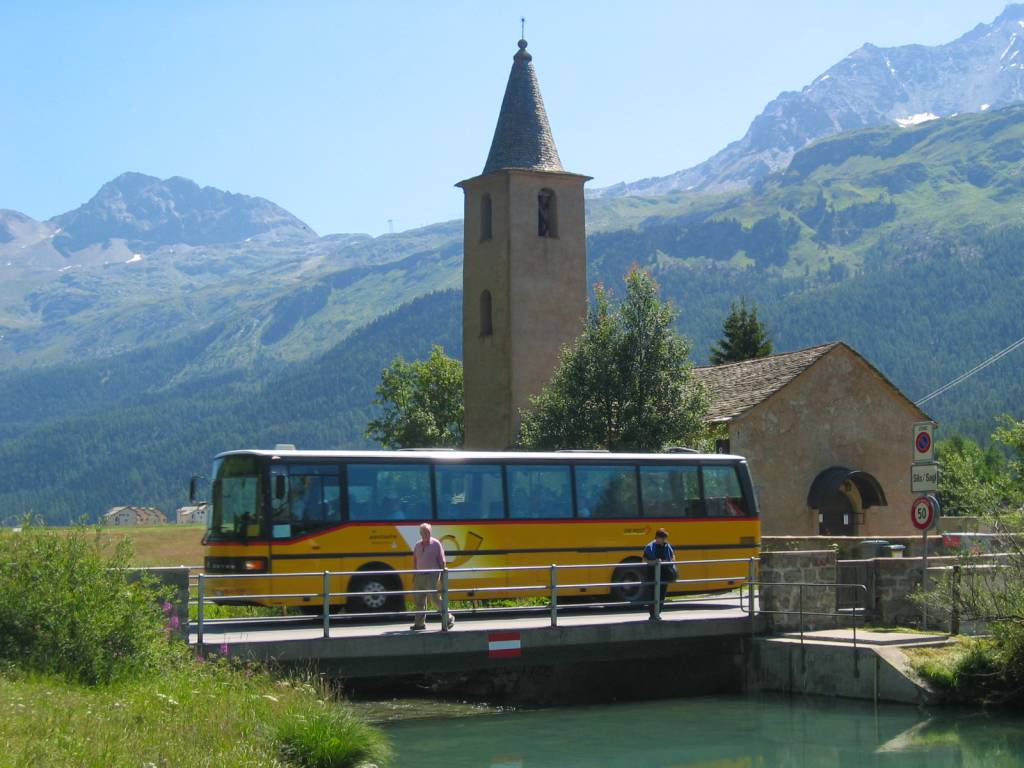
Kirche von Sils Baselgia
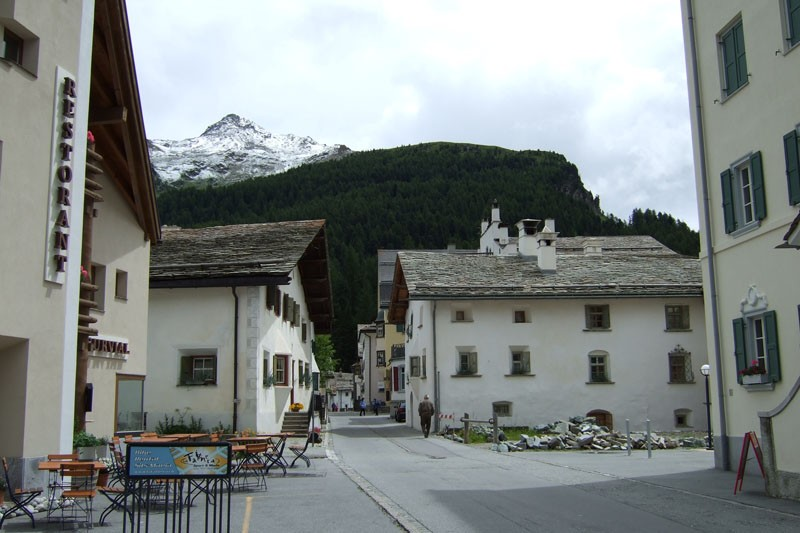
Strasse durch Sils Maria
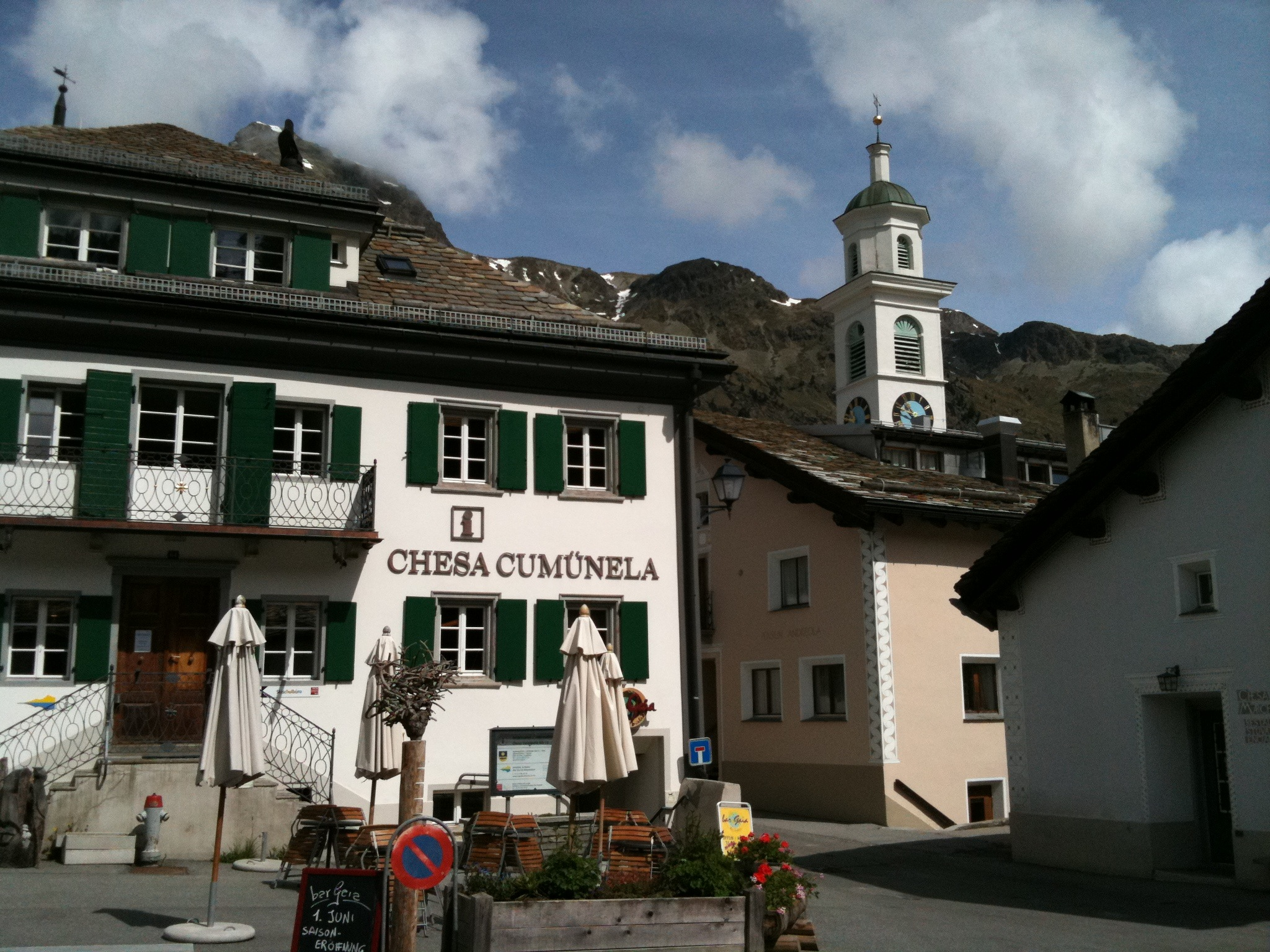
Gemeindehaus und reformierte Kirche in Sils Maria
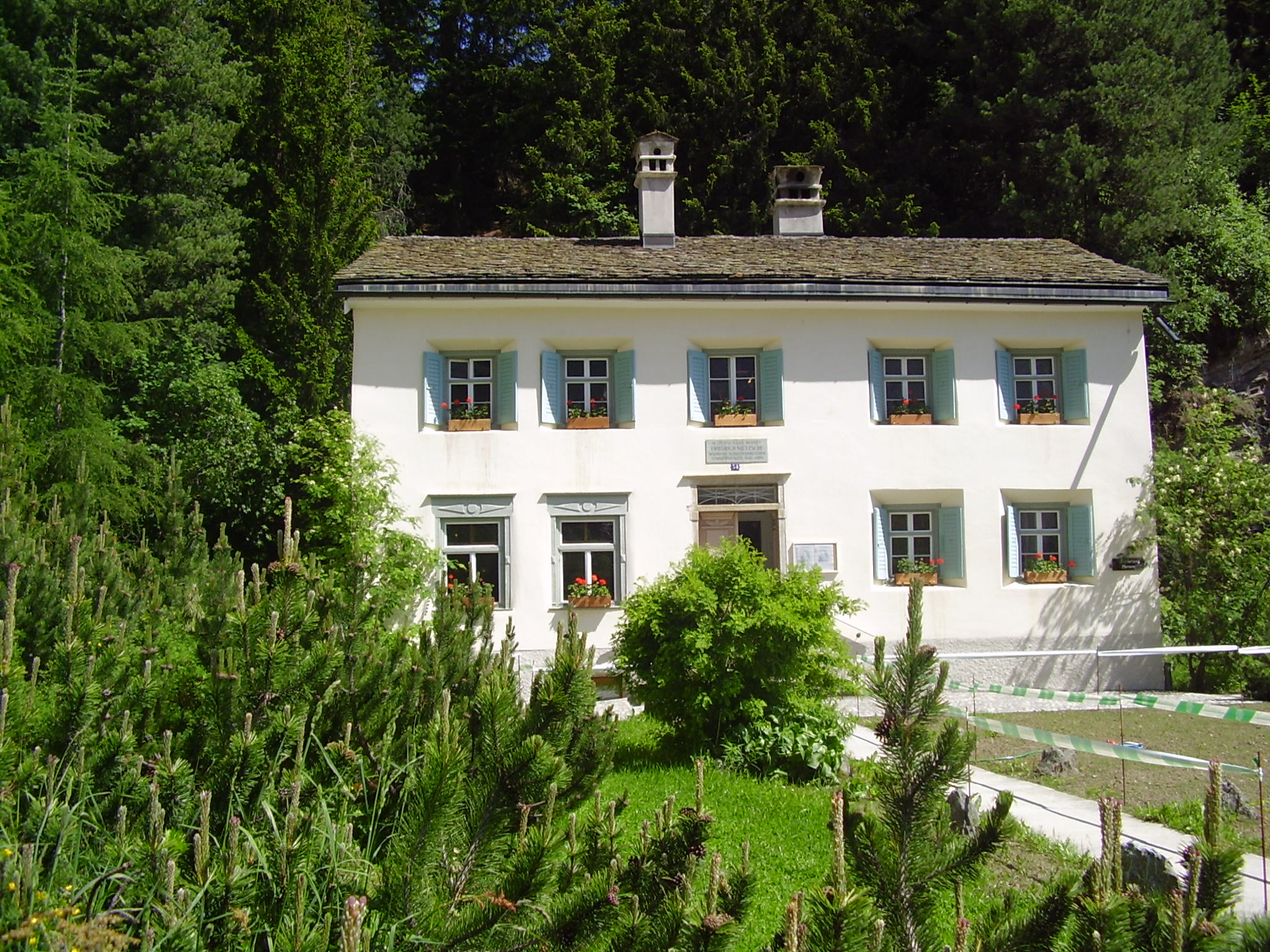
Nietzsche-Haus in Sils Maria
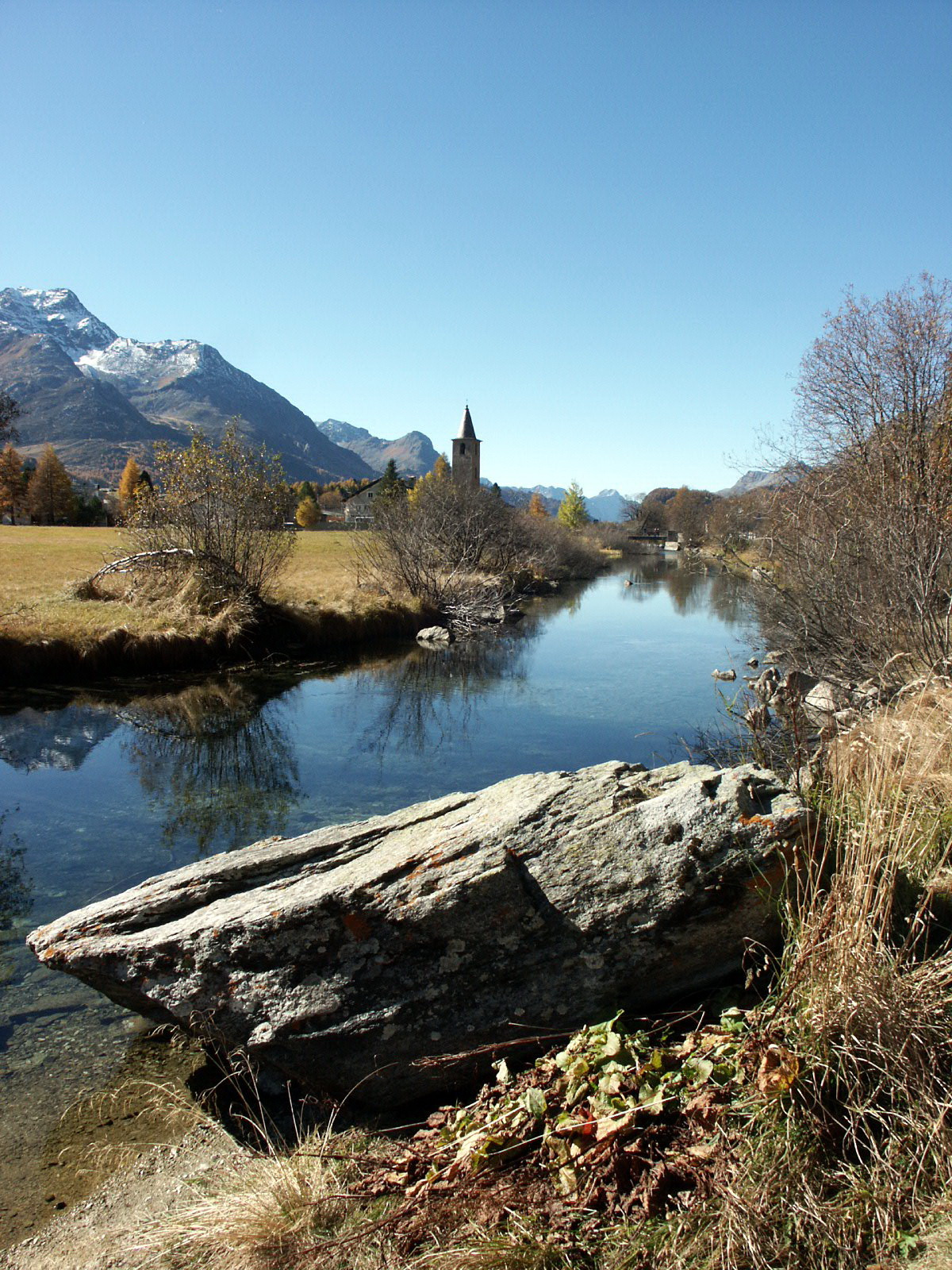
Inn, im Hintergrund die Kirche von Sils Baselgia
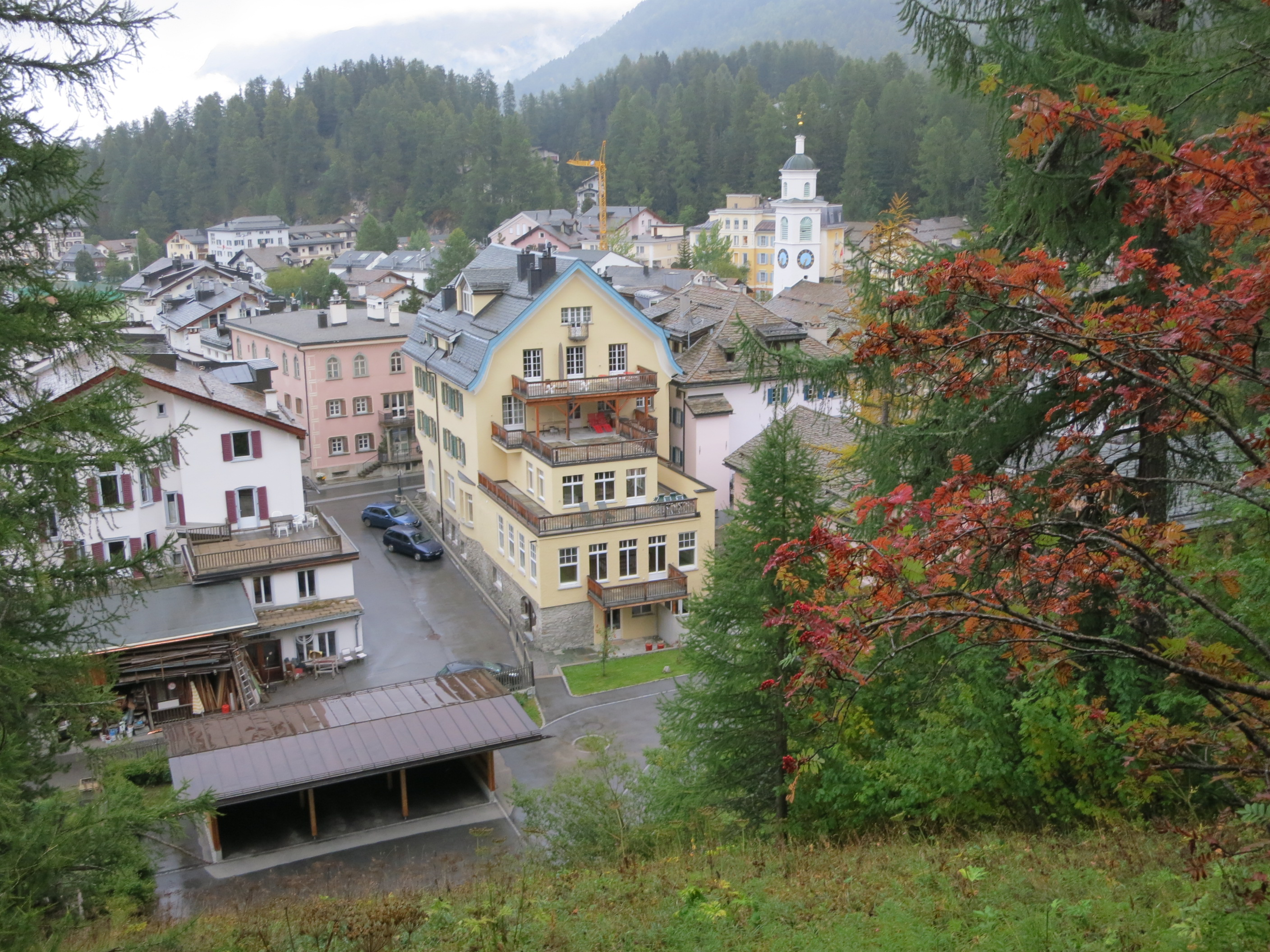
Sils Maria Dorfkern

## Trivia
Die Bezeichnungen Silserli, Silserbrot, Silserbretzel gehen möglicherweise auf den Namen des Ortes zurück. Dies hält der Mundartexperte Markus Gasser jedoch für irrig und sieht eher, dass «Sils» von «Salse», also der Natronlauge abgeleitet ist, in die das Gebäck getaucht wird (lat. sal = Salz).
Der Kinofilm Die Wolken von Sils Maria von Olivier Assayas aus dem Jahr 2014 spielt grösstenteils in und um Sils Maria.

## Persönlichkeiten
Die Lage und das Klima zogen schon viele prominente Persönlichkeiten an. Hermann Hesse war gerne hier, und vor allem Friedrich Nietzsche: Er verbrachte zwischen 1881 und 1888 (mit Ausnahme des Jahres 1882) sieben Sommer in Sils Maria und schuf dort einige seiner bedeutendsten Werke; er verbreitete den Ruf des Ortes und des Sees in aller Welt. Ihm bewahrt das Nietzsche-Haus in Sils Maria, in dem er während seiner Aufenthalte in einfachsten Verhältnissen logierte, als Museum und Forschungsstätte ein ehrendes Andenken. Nietzsche nannte ein Gedicht dem Ort zu Ehren Sils Maria:

„Hier saß ich, wartend, wartend, – doch auf Nichts,

Jenseits von Gut und Böse, bald des Lichts

Genießend, bald des Schattens, ganz nur Spiel,

Ganz See, ganz Mittag, ganz Zeit ohne Ziel.

Da, plötzlich, Freundin! wurde Eins zu Zwei –

– Und Zarathustra ging an mir vorbei …“

Zahlreiche bekannte Persönlichkeiten waren Gäste des Hotels Waldhaus in Sils (siehe dort sowie weiter unten). Weniger bekannt ist, dass Anne Frank 1935 und 1936 die Sommerferien mit ihrer wohlhabenden Pariser Tante Olga Spitzer in deren Anwesen unweit des Hotels verbrachte. Spät wurde auf private Initiative hin zur Erinnerung an sie vor der «Villa Spitzer» («Villa Laret») ein Denkmal errichtet.
Der Maler Andrea Robbi stammte aus Sils und verbrachte einen grossen Teil seines Lebens in seinem Haus am Platz neben der Post. Der amerikanische Staatssekretär Fred Iklé wurde 1924 im Fextal geboren. Die Schriftstellerin, Journalistin und Fotografin Annemarie Schwarzenbach mietete ab 1934 das Haus Jäger in Sils Baselgia und starb dort 1942 nach einem Fahrradunfall. Der Agronom Andrea Sciuchetti wurde in Sils geboren, er war Direktor der Landwirtschaftliche Schule Plantahof in Chur und Präsident des Schweizerischen Braunviehzuchtverbands.
Der Dirigent und Generalmusikdirektor Claudio Abbado wurde 2014 auf dem Friedhof in Fex-Crasta beigesetzt. Attilio Bivetti (* 1947 in Vicosoprano) war seit 1974 als Tierarzt im Oberengadin und Bergell tätig. Von 1994 bis 2008 war er Bürgermeister von Sils; er wirkte auch als Schriftsteller.